# Antoni Ollé Pinell
Antoni Ollé Pinell (Barcelona 1897 - 1981) va ser un gravador, pintor i fotògraf català.
Arrelat familiarment a Balaguer, va entrar en el món de les arts del llibre de la mà del bibliòfil i editor Ramon Miquel i Planas. La seva tasca professional més constant va ser la de fotògraf de galeria, però la seva activitat artística més destacada va ser la de xilògraf, encara que practicà altres tècniques de gravat i la pintura a l'oli, art en el qual se centrà en un paisatgisme proper al de la Generació de 1917.
Com a xilògraf s'inicià el 1922 i va fer quantitat d'ex-libris, nadales, estampes, però sobretot destaquen les il·lustracions de llibres. Sobresurt una edició de L'Atlàntida de Verdaguer (1946), i veritables prodigis tècnics de xilografies en diverses tintes com L'ingenu amor de Carles Riba (1948) o Primer viaje de Colón según su diario de a bordo (1944), on el frontis és una de les estampes xilogràfiques més complexes de la història del gravat, ja que té tretze superposicions de colors a la "planxa perduda".
És ben representat en els fons de la Biblioteca de Catalunya i a l'Arxiu Comarcal del Baix Penedès, al Vendrell, on tenia casa al barri marítim de Sant Salvador.
Fou membre numerari de la Reial Acadèmia Catalana de Belles Arts de Sant Jordi, de la que va ser actiu secretari general (1954-56 i 1963-69), i hi publicà el catàleg dels dibuixos de Lluís Rigalt existents en aquella institució.